# Райхвайн, Леопольд
Леопольд Райхвайн (нем. Leopold Reichwein; 16 мая 1878, Бреслау — 8 апреля 1945, Вена) — австрийский композитор и дирижёр.
В молодости сочинял оперы на экзотические сюжеты: «Васантасена» (1903, из индийского эпоса), «Кандагарские любовники» (нем. Die Liebenden von Kandahar; 1907). Автор оперетт «Азарт» (нем. Hasard; 1919) и «Чёрт меня побери» (нем. Hol mich der Teufel; 1921), пользовавшихся успехом в Вене. Сочинял также вокальную музыку (в частности, цикл «Четыре креольские народные песни из Луизианы»). Опубликовал книгу «Байрёйт: Становление и путь Байрёйтского фестиваля» (нем. Bayreuth; Werden u. Wesen d. Bayreuther Bühnenfestspiele; 1934).
Как дирижёр в 1908—1913 гг. возглавлял придворную капеллу Великого Герцогства Баденского, затем с 1913 г. работал в Венской государственной опере, одновременно с 1921 г. соруководитель (вместе с Вильгельмом Фуртвенглером) Общества друзей музыки и патронируемого обществом Венского симфонического оркестра. Райхвайн также преподавал дирижирование в Венском университете, среди его учеников, в частности, Фриц Малер. В 1926—1938 гг. главный дирижёр Бохумского симфонического оркестра. Одновременно в середине 1930-х гг. воссоздал распущенный незадолго до этого Тонкюнстлероркестр под названием Национал-социалистический венский Тонкюнстлероркестр и под патронатом Союза борьбы за немецкую культуру. С 1938 года снова в Венской государственной опере: поставил, в частности, «Тоску» Верди и едва ли не весь вагнеровский репертуар; одновременно преподавал в Венской консерватории.
Райхвайн был убеждённым национал-социалистом (в частности, в 1942 г. он дирижировал в Вене праздничным концертом ко дню рождения Гитлера). Видя неизбежную развязку Второй мировой войны, он покончил с собой, приняв яд вместе с бокалом вина.